# Американски комикс
Американският комикс (на английски: American comic book) е тънка книга (най-често 32 страници) от разкази в картинки, издавана обикновено като част от периодично издание, на територията на Съединените американски щати. Формата води своето начало през 1933 г., но печели широк отзвук в 1938 г. с излизането на първия брой на „Екшън комикс“, в който за първи път се появява супергероят Супермен. Следва период на изключителна популярност на жанра „супергерой“ в комиксите, траещ до края на Втората световна война. След войната този жанр запада, което дава възможност да се развият и популяризират други жанрове като ужаси, криминалния и романтика. През 50-те набиращата скорост на телевизията и цензора „Властта на комиксовия код“, се отразяват неблагоприятно върху комикс индустрията. В късните 50-те и 60-те стартира завръщане на супергероите, който остава доминиращ жанр и в 21 век.
Към края на 20 век започват да се появяват колекционерски комикс издания, които се продават в специализирани комикс магазини, основани от фенове на този вид литература. Системата за класификацията на комиксите изисква комиксът за колекционери да е запечатана в пластмасов плик (торбичка), заедно с картон под задната корица (бордс), което служи за запазване на продукта.
Известните оригинални ранни комикси за супергерои като Ди Си Комикс (Супермен, Батман, Жената чудо, и др.) и Марвел Комикс (Спайдър-Мен, Хълк, Х-Мен, и др.).

## Формат
Размерът на комикс книгата и нейните брой страници варират през различните десетилетия. Основното задължение е малък формат с малко страници. В днешно време стандартният комикс е с размери 16.83 см (6.625 инча) × 26.0 см (10.25 инча) и страници обикновено 32.

## Направа на комикса
Докато създателят на даден комикс може да е само един човек, самият процес на направа на книгата е разделен между различни специалисти. Раздялата може да е между писател и художник или между различни артисти, занимаващи се изграждане или създаване на персонаж, или с компоненти от беграунда.
Обикновено в комиксите за супергерои създаването на арта е поделено между:
- молев – художник, който оформя рисунките с молив.[4]
- туш – човек, който завършва нарисуваното с туш.[5][4][6]
- оцветител/цвят – прибавя цветове на рисунките.[7]
- надписи – добавя заглавия, надписи и текста в балончетата.[8]

Процесът на създаване на една комикс книга почва с идеята или концепцията на създателя. После по нея се изготвя сюжет и история, които дават подем на сценария. По завършения скрипт се създава арт продукцията. Към готовите рисунки се поставят надписите, които минават през одобрението на редактора и чак след това продуктът е пращан за печат.
Креативният тандем, писателите и художниците, могат да работят с издателите, които да ги ориентиран в продажбата, рекламата и други маркетинг стъпки. Дистрибутори като „Даймънд Комикс“ – най-голямата дистрибуторска компания в САЩ – помага за доставката и разпределянето на финалния продукт до търговците.
Друга част от процеса, която се отнася до натрупалите успех комикси, е взаимодействието между феновете и създателите на книгата. Рисунки и писма от почитатели до редакцията са публикувани обикновено в последните страници на комикса. Така се процедира с фен пощата до началото на 21 век, след това различни интернет формати започват да я изместват.

## Независими и алтернативни комикси
Специализираните магазини за комикси окуражават няколко вълни от независимо създадени комикс заглавия, които започват от средата на 70-те. Примери за такива „независими“ и „алтернативни“ комикс продукти са Big Apple Comix, поддържащ традициите на ъндърграунд комикса, докато други заглавия като Star Reach, имитират мейнстрийм издателствата във формат и жанрова характеристика, но издавани от любители.
Така наречената „малка преса“ продължава да се развива и разнообразява. През 90-те години някои от малките издателства променят формата и начина на разпространение на книгите, като се доближават повече до изданията необвързани с комиксите. Формата „миникомикс“, който е неофициална версия на самопубликуването, възниква през 80-те и става изключително популярен сред артистите от следващото десетилетие, въпреки че достига до по-малък кръг читатели дори от малката преса.

## История

### Прото-комикси и Платинена епоха
Създаването на модерния американски комикс станало на етапи. Издатели събират стрип комикси, издадени не по-късно от 1842 г., в книга с твърди корици. Заедно с този сборник е издаден колекция от комикси на „Приключенията на Обадая Олдбък“, пребивавали по англоезичните вестници. „Обадая Олдбък“ произхожда от Европа, където е още от 1833 г. със заглавие Историята на господин Вие-Бу (на френски: Histoire de M. Vieux Bois).
През 1897 г. Компания „Джи. Дабълю Дилингам“ пуска на пазара първото познато комикс списание в САЩ със заглавие „Жълтото хлапе в апартаментите на Макфедън“. Издание с твърди корици, озаглавено „Редица от апартаменти на Макфедън“, събира изпринтиран материал от стрип комикс вестника „Уличката на Хоган“, дело на карикатуриста Ричард Еф. Ауткат. Комиксите са събирани предимно от периода 18 октомври 1896 – 10 януари 1897 и също бележат участието на персонажа Жълтото хлапе. Книгата съдържа 196 страници, принтирани в черно-бяло, които включват текст представяне от И. У. Таунзенд. Формата е 5×7 инча на цена от 50 цента. Неологизмът „комикс книга“ присъства на задната корица на изданието. Първият публикуван месечен комикс е „Комичен месечник“ на „Ембий дистрибутинг компъни“, който е пуснат в продажба едва 1922 г. Преди него са съществували подобни издания. „Комичен месечник“ бил произведен във формат 8½×9 инча, принтиран на вестникарска хартия в черно и бяло. Списанието издържа година.

### ФънийзиФънийз на показ
Издателство „Дел Пъблишинг“ (основано от Джордж Ти. Делакорт, младши) публикува заглавието „Фънийз“ през 1929 г. Изданието е определено от Библиотеката на Конгреса като „кратко-просъществувал вестник-таблоид“. Да не се бърка със серията от комикс книги на Дел от 1936 г. със същото име. Историкът Рон Гуларт определя периодиката от 16 страници, оцветени само в четири цвята, като „по-скоро неделен комикс раздел, без останалата част от вестника, отколкото истински комикс. Но все пак продуктът предлага всички оригинални материали и се продава по бутките с вестници.“ От „Фънийз“ излизат 36 броя, пускани на пазара всяка събота до 16 октомври 1930 г.
През 1933 г. продавачът Максуел Гинес, мениджъра по продажби Хари Уайлдънбелг и собственика Джордж Яношик от компания „Истърн Колър Принтинг“, намираща се в Уотърбъри, Кънектикът, която принтира заедно с другите неща и секциите с неделни стрип комикси, създават „Фънийз на показ“, за да запазят процеса на работа във фирмата. Като Фънийз, но само с осем страници, продуктът се води вестникарско списание. Вместо да използва оригиналния материал, компанията избира да принтира цветно няколко стрипа от комикса. Списанието е лицензирано от синдикатите на Макноути и Макклюър. „Фънийз на показ“ включва популярни стрип комикси от онова време като „Мът и Джеф“ на карикатуриста Ал Смит, „Джо Палюка“ на Хам Фишър и „Скипи“ на Пърси Кросби. Истърн Колар избира да не продава изданието, нито да го направи притурка към вестник, а да го изпрати безплатно като промоционално приложение на клиенти, изрязали и изпратили по пощата талони от сапуни и тоалетни принадлежности на компанията „Проктър и Гембъл“. Принтирани са 10 000 копия. Промоцията се оказва успешна и следващите години Истърн Колърс създава подобна периодика за безалкохолната напитка „Кенъда Драй“, обувките „Кени“, зърнените храни „Уитена“ и другия. Капията им нарастват от 100 000 на 250 000.

### Феймъз ФънийзиНю Фън
През 1933 г. Грейнс и Уилдънбърг, в сътрудничество с Дел, публикуват книга от 36 страници, наречена „Феймъз Фънийз: Карнавал на комиксите“, който историците определят като първия истински американски комикс; за пример Гуларт нарича книжката „крайъгълен камък за един от най-доходните клони на издаването на списания“. Разпространението на комикса се осъществява чрез веригата магазини „Уулуърт“, въпреки че остава неясно дали е бил продаден или даван безплатно. Корицата на изданието не показва цена, но Гуларт се позовава, метафорично или буквално, на „залепване етикет за десет цента на комиксите“.
Когато Дейлкорт отказва да продължи издаването на „Феймъз Фънийз: Карнавал на комиксите“, Истърн Колър, на свои собствени разноски, публикува „Феймъз Фъниз № 1“ (корицата излиза юли 1934 г.) Изданието се състои от 68 страница, продавани на цена от 10 цента. С разпространението по вестникарските будки се заема компанията „Американ нюз компъни“. Комикса се оказва хит сред читателите, дори по време на Голямата депресия, продавайки 90% от 200 000 препечатани копия. Въпреки това Истърн колър губи повече от 4000 долара. Това се променя, когато поредицата натрупва $30 000 печалба всяко издание като се започне от № 12. Феймъз Фънийз бележи своя път на пазара с 218 издания, вдъхновявайки редица издатели, подражавайки на списанието, и дава начало на нова масова медия.
Когато популярността на комикс стрипа започнала да намалява, ранните комикс книги наченали включването на нов и оригинален материал във формат комикс стрип. Скоро на пазара се появили и комични книги от изцяло нов материал, принтиран на различна от комикс стрипа хартия. Новопоявилият се издател Малкълм Уийлър-Никълсън основава Национален съюз на издаването „Нешанъл елайд пъбликейшънс“ (National Allied Publications), което скоро прераства в Ди Си Комикс. Новата компания реализира „Ню Фън“ № 1 (февруари 1935). Изданието излиза във формат на таблоид – 10 на 15 инча, 36 страници и твърда негланцирана корица. Списанието представлява антология, която смесва: хумористични истории като комиксите със забавни животни „Пелион и Оса“ и колежанския „Джигър и Днинджър“; драматични приключения като уестърна „Джак Уудс“ и расисткия комикс „Бари ОꞌНийл“, където участва злодей подобен на Фу Манчу на име Фанг Го. Брой № 6 (октомври 1935) открива дебюта на творческия тандем Джери Сийгъл и Джо Шустър, бъдещите създатели на супергероя Супермен. Двамата започват своята кариера с екшън-приключенския комикс с мускетари „Хенри Дювал“, на който правят първите две части, после историята е продължена от други автори. Сийгъл и Шустър, под псевдонима „Леджър и Реутс“, създават бореца за правда, надарен със свръхестествени сили, Доктор Окулт.

### Супергерои и Златна епоха на комиксите
През 1938 г. след като Хари Дненфелд, преди партньор на Уилър-Никълсън, изгонва основателя на компанията, редактора на „Национален съюз на издаването“ (National Allied Publications) Вин Съливан изравя от купчината хартия една работа на Сийгъл и Шустър и я използва за корица (на само като резервна история) на „Екшън комикс, Брой 1“ (юни 1938). Създаденото то дуото е извънземен герой, Супермен, облечен в пелерина и трикотаж от червено и синьо. Костюмът е повлиян от облеклото на Флаш Гордън от 1934 г. и буди асоциации с цирковите въздушни акробати и силови мъже. Новият герой става архитип за „супергероят“, който следващите години придобиват масова популярност.
В първите месеци на 1939 успехът на Супермен и Екшън комикс подтиква редакторите на „Национално издателство за комикси“ (National Comics Publication) (бъдещите Ди Си) да поискат повече супергерои за предстоящите заглавия. В отговор Боб Кейн и Бил Фингър създават Батман, който прави дебют в „Детектив комикс № 27“ същата година. Периодът от ранните 30-те до грубо казано края на 40-те е наречен от комикс експертите като „Златна епоха на комиксите“. Тя се характеризира с принтиране на голям брой копия на комикси; Екшън комикс и Капитан Марвел продават над половин милион копия всеки месец. Комиксите предлагат евтино забавление по време на Втората световна война, особено сред армията. Качеството на принтирането, артът и историите обаче е изменчиво. В късните 40-те над 90 процента от момичетата и момчетата от седем до седемнайсет годишна възраст са читатели на комикси.
На 21 октомври 1941 г. - Уилям Моултън Марстън и Х. Г. Питър, първата жена супергерой Алл Стар Комикс комикс, включително Жената чудо в брой 8 (декември 1941 г.), комиксът, представящ Сенсацион Комикс с участието на Жената чудо през 1942 г., и комиксът, представящ Жената чудо през 1942 г.
Комиксът на компания MLJ Comics „Pep Comics“ дебютира като антология от истории със супергерои, научна фантастика и приключения. Но след като списанието представя заглавието „Арчи“ от 1942 г., което е тийн-хумор и търпи сериозна популярност, книгите премахват другите сюжети и компанията се преименува на „Арчи Комикс“.
След края на Втората световна война популярността на супергероите намалява, докато комикс индустрията се разширява от само себе си. Малкото добре устроени супергерои като Супермен, Батман и Жената-чудо продължават да се продават, но Ди Си спират редица серии с участието на Светкавицата и Зеления фенер. Компанията преобразува „Всички американски комикси“ и „Всички звездни комикси“ в уестърн заглавия, а „Star Spangled Comics“ във военен комикс. Издателите също така стартират научнофантастични заглавия като „Странни приключения“ и „Мистерия в космоса“. Таймли комикс свалят своите серии за Капитан Америка, Човешкия факел и Подводничаря. През 1945 тримата персонажи имат кратко завръщане, за да бъдат отново спрени. Таймли се фокусират повече над жанрове като ужаси, научна фантастика, тийн хумор, романтика и уестърн. Романтичните комикси започват да се публикуват в Прайз Комикс. Известни заглавия стават „Млад романс“ и „Млада любов“, продуцирани от Джо Саймън и Джак Кърби, които предизвикват бум в издаването на комикси с романтична тематика от много различни издателства.
Комиксите на компания „Дел“ се нареждат на трето място по продажби за Северна Америка през късните 50-те. Издателството разполага с 90 заглавия, които се пускат в тираж от 800 000 копия за всеки брой. Антологията „Комикси и истории от Уолт Дисни“ достига до три милиона в тираж през 1953 г. 11 от класацията „25-те най-продавани комикси“ са заглавия на Дел. От 40-те издателства на комикси, активни през 40-те, Дел, Атлас (Марвел), Ди Си и Арчи са главни играчи по продажби. По това време бившите големи имена „Фолкет“ и „Фикшън хаус“ са спрели да издават.
Разпространението на комикси достига връх през 1952 г., когато 3161 броя от различни комикс заглавия са публикувани в тираж от около 1 билион копия. След тази година броят на самостоятелни издания спада с всяка изминала година. Най-големи загуби са отчетени между 1955 и 1956 г. Бързият спад се дължи на въвеждането на „Кодекса на комикси“, след като сената взима под внимание нарастващата престъпност сред младежите. Докато в началото (1952 и 1953 г.) има спад само от 9% в продажбите, следващите години разпространението намалява с 30 – 40%. Причината за намаляването не е само в кодекса. По това време телевизията набира сили и влиза в конкуренция с комиксите. След избирането на републиканеца Дуайт Айзенхауер Америка е залята от вълна от консервативни ценности. Кодекса на комикси е орган за самоцензура, създаден за да ограничи младежката престъпност, която цензура вярва, че е предизвикана от части от популярните криминалните и хорър комикси, макар че година преди създаването на кодекса продажбите на комикси вече намаляват. Главните издателства до голяма степен остават незасегнати от намалянето, но по-малките компании като EC (основна цел на CCA) спират да публикуват криминални и хорър истории, и се фокусират върху други жанрове. До 60-те производството се стабилизира до около 1500 издания за година.
Най-разпространения жанр след Комиксовия код са забавни животни, хумор, романс, комикси свързани с телевизионни програми и уестър. Детективските, фентъзи, тийн и военни комикси също са популярни, докато приключенските, тези със супергерои и комикс стрипа се намират в упадък. Феймъз Фъниз вижда своя последен брой през 1955 г.

### Комиксовият код
През късните 40-те и ранните 50-те жанра „ужаси“ и криминалните истории по истински случай процъфтяват. Много от тях съдържат насили и кървави сцени. Подобен род съдържание поражда притеснение в моралистите за влиянието на комиксите върху младежта. Комиксите търпят обвинения, които включват ниски оценки сред децата, малотна престъпнаст и злоопотреба с наркотици. Това поражда събиране публично изгаряние на комикс книги в Спенсър, Западна Вижрджиния и Бингамтън, Ню Йорк през 1948 г. Събитието привлича общественото внимание и са образувани други публичния изгарания на комикси в училища и родителски групи из цялата страна. Някои градове прокарват закон, с който забраняват комикс книгите. През 1954 г. психиатърът Фредрик Вердам издава своята книга „Прелъстяване на невинността“ (Seduction of the Innocent), където той обсъжда това, което приема за намек към садизъм и хомосексуализъм. Обект на критиката му са комиксите на ужаси, но най-вече тези за супергерои. Той разграничанва и критикува особено устойниво издателството „Е Си Комикс“, което по това време е най-успешон в горепосочените жанрове. В отговор на нарестващото публично притеснение „Подкомисия на Сената по въпросите на престъпността сред непълнолетните“ провежда прослушване от април до юни 1954 г. относто непристойността в комиксите.
С надигането на тези проблеми, група от издатели на комикси, водени от издателство „Нешънъл“ и „Арчи“, създават „Властта на комиксовия код“ през 1954 г. и написват Комиксовият код, замислен като „най-строгият съществуващ код за всеки комуникационен носител“. Скоро „Печат за одобрение“ на Комиксовия код се появи почти на всеки комикс, пуснат по вестникарските будките. И Си, след като експериментира с по-малко противоречиви комикси, зарязва своята комикс линия, за да се съсредоточи върху сатиричния формат „Мад“ – бивш комикс, преобразуван в списание, за да заобиколи Кодекса.
През късните 40-те и ранните 50-те жанра „ужаси“ и криминалните истории по истински случай процъфтяват. Много от тях съдържат насили и кървави сцени. Подобен род съдържание поражда притеснение в моралистите за влиянието на комиксите върху младежта. Комиксите търпят обвинение, които включват ниски оценки сред децата, малотна престъпнаст и злоопотреба с наркотици. Това поражда събиране публично изгаряние на комикс книги в Спенсър, Западна Вижрджиния и Бригамтън, Ню Йорк през 1948 г. Събитието привлича общественото внимание и са образувани други публичния изгарания на комикси в училища и родителски групи из цялата страна. Някои градове прокарват закон, с който забраняват комикс книгите. През 1954 г. психиатърът Фредрик Вердам издава своята книга „Прелъстяване на невинността“ (на английски: Seduction of the Innocent), където той обсъжда това, което приема за намек към садизъм и хомосексуализъм. Обект на критиката му са комиксите на ужаси, но най-вече тези за супергерои. Той разграничанва и критикува особено устойниво издателството „Е Си Комикс“, което по това време е най-успешон в горните жанрове. В отговор на нарестващото публично притеснение „Подкомисия на Сената по въпросите на престъпността сред непълнолетните“ провежда прослушване от април до юни 1954 г. относто непристойността в комиксите.
С надигането на тези проблеми, група от издатели на комикси, водени от издателство „Нешънъл“ и „Арчи“, създават „Властта на комиксовия код“ през 1954 г. и написват Комиксовия код, замислен като „най-строгият съществуващ код за всеки комуникационен носител“. Скоро „Печат за одобрение“ на Комиксовия код се появи почти на всеки комикс, пуснат по вестникарските будките. И Си, след като експериментира с по-малко противоречиви комикси, зарязва своята комикс линия, за да се съсредоточи върху сатиричния формат „Мад“ – бивш комикс, преобразуван във формат списание, за да заобиколи Кодекса.

### Сребърна епоха на комиксите
Ди Си стартира възраждане в комиксите за супергерои през 1956 г. с възраждането на октомври 1956 г. на бившия си най-продаван продукт от Златната ера Светкавицата в антологията „Шоукейс“ № 4. Много историци на комиксите определят това като началото на Сребърната ера на американските комикси, въпреки че Марвел (в този момент все още известен под името „Таймли“ и „Атлас“) е започнал да възражда някои от старите си супергерои още през 1954 г. Новият Светкавица се приема символично като начало на нова ера, въпреки че успехът му не е незабавен. Отнема две години, докато героя получи собственото заглавие, а самият Шоукейс излиза на пазара само два месеца, въпреки че броевете представят голям брой издържали на времето персонажи. До 1959 г. бавното изграждане на „възраждането на супергероя“ стана ясно за конкурентите на Ди Си. Арчи се включва към новата вълна същата година, а Чарлтън се присъедини през 1960 г.
През 1961 г., по искане на издателя Мартин Гудман (който реагира на нарастващите продажби на най-новото заглавие за супергерои на Нешънъл „Лига на справедливостта на Америка“), писателят и редактор Стан Лий и художникът и съавторът Джак Кърби създават Фантастичната четворка за Атлас, който се преименува на „Марвел Комикс“. С иновация, която промени индустрията на комиксите, „Фантастичната четворка“ № 1 инициира натуралистичния подход към супергероите: показва техните човешки провали и грешки, страхове и вътрешни демони – герои, които влизат в конфронтация и се тревожат за обществото, към което имат дълг. За разлика от архитипа за супергерой с утрърдена добра природа, която е попуярна по това време, подходът на Марвел повежда към революция. Динамичните илюстрации на Кирби, Стив Дитко, Дон Хек и други, които допълват увлекателната проза на Лий, популяризира сред тийнейджърите и студентите новия стил. Младите се идентифицират с ядосаните с непремирим характер герои като Спайдър-мен, X-Мен и Фантастичната четворка. Тогава е и време на социални сътресения, които раждат движението на контракултарата сред младежите и те намират глас в новите комикси. Понеже книгите на Марвел са разпространявани от неговия съперник Нешънъл от 1957 г. до 1968 г. и издателството е ограничено да пуска на пазара само осем заглавия на месец. Това на пръв поглед неблагоприятно обстоятелство изиграва добра роля на компанията, която се спира върху най-ярките и талантливо изградени заглавия, преди да бъдат впуснати в продажба. Другите конкурентни издателства раждат малко добри заглавия, но произвеждат огромен брой продукция на месец. В резултат на това качеството на комиксите на Марвел се повишава и от там продажбите се покачват.
В началото на създателите на комикси се дава допълнителна премия, ако продуктът им се окаже успешен, на тази практика почти изчезва през 40-те и 50-те. Комиксите са продукт на компаниите, отколкото на индивидуалния автор (И Си е изключения, която не само включва в началните надписи на книгата имената на създателите, но под тях пише и кратки биографии). Дори комиксите на почитани и с колиционерска стойност броеве като например тези на Карл Баркс, не са известни с името на създателя си. Комиксите на Дисни от Баркс са подписани просто с надписа „Уолт Дисни“. През 60-те години Ди Си, а след това и Марвел, започват да включват имената на писатели и художници в комиксите, които публикуват.
Други известни компании, публикуващи комикси през Сребърната ера, са „Американска група за комикси“ (American Comics Group (ACG)), „Чарлтън“ (Charlton), „Дел“ (Dell), „Златен ключ“ (Gold Key), „Харви“ (Harvey Comics) и „Тауър“ (Tower).

### Ъндърграунд комикси
Ъндърграунд комикса нашумява след 1968 г. с публикуването на нередовно излизащия „Зап комикс“ (Zap Comics) на Робърт Кръмб. Главна теми на този род комикси са анти-авторитарните сегменти като секс, наркотици и рекендрол. Още през 1962 г. Франк Стак публикува „Приключенията на Иисус“ (The Adventures of Jesus), достатъчно скандален и анти-религиозен продукт, който да проправи път за успеха на Кръмб. Движение започнало като самоиздателска сцена, скоро прераства в малка индустрия. Ъндърграунд комикс компаниите „Принт минт“ (Print Mint), „Кечъп слинк“ (Kitchen Sink), „Последен дъх“ (Last Gasp) и „Апекс новости“ (Apex Novelties) са сред най-популярните. Техните материали често съдържат графични сцени на насили и секс и се разпространяват в хед-шоп магазини, които поддържат контракултурата в това време.
Индустрията бележи своя връх през 1972 г. Юридическите проблеми и недостигът на хартия доведоха до спад в продукцията на ъндърграунд комиксите. През 1974 г. приемането на „Закони за борба с парафинарията“ в САЩ доведе до затваряне на повечето хед-шопове и ограничават разпространението на порнографски материали. Читателите на ънъдрграунд списание също намаляват, особено след като хипи движението постепенно изчезва в средата на 70-те.

### Бронзова епоха на комиксите
„Уизърд“ първоначално нарича „Бронзова епоха“ през 1995 г. онова, което впоследствие ще стане известно като „Модерна епоха на ужасите“. От 2009 г. историците и феновете на комикса използват „Бронзовата епоха“, за да опишат периода на американската история на комиксите, който започва с периода на концентрирани промени в комикс книгата през 70-те години. За разлика от прехода между Златна и Сребърна ера, преминаването от Сребърна към Бронзова е по-малко рязък, заради огромния брой на комикс материали.

### Модерна епоха на комиксите
Развитието на системата за разпространение на „директен пазар“ през 70-те съвпада с появата на специализирани комикс магазини в Северна Америка. Тези места стават неотменна част от комикс султурата и средище за феновете на комикси, но и маргинализират комикс културата в общественото мнение. Комикс историите в сериии стават по-дълги и сложни, което подтиква читателя да купува повече броеве, за да следи сюжета и да достигне до неговия дългоочакван край.
В средата на и края на 80-те две лимитирани поредици на Ди Си „Батман: Черният рицар се завръща“ и „Пазителите“ има голямо влияние върху съвременната американска комикс индустрия. Тяхната популярност, задно с медийния интерес и одобрението от критиката, смесено с променящите се социални вкусове, водят до по-марчния тон в комикс книгата през 90-те. Феновете наричат този период „мрачен и груб“ (grim-and-gritty).
Нарастващата популярност на антигерои като Върколака и Наказателят индекират тази промяна, както и някои независими издателства като „Фърст комикс“ (First Comics), „Дарк хорс комикс“ (Dark Horse Comics) и „Имидж Комикс“ (Image Comics), които засягат по-мрачни теми. Тази тенденция към мрак и нихилизъм се проповядва и в силно рекламираните произведенията на Ди Си „Смърт в семейството“ (A Death in the Family) от поредицата за Батман. В тази история Жокерът брутално убива помощника на Батман Робин. В Марвел продължава популярността на различни книги за X-Мен. Историите за мутанти там се разрастват до препратки към геноцида над евреите, религиозните и етнически преследвания, както и предразсъдъците към хората с различна сексуалност.
Освен това формати като графичния роман и свързаните с тях меки корици позволяват на комикса да придобие известна репутация като сериозна литература. В резултат на това тези формати вече са често срещани в търговията с книги и колекциите на обществени библиотеки в САЩ.